# Lycée agricole Mèdji de Sékou
Le lycée agricole Mèdji de Sékou (LAMS) est un établissement scolaire appartenant à l'état béninois dont le but est de former les jeunes apprenants à l’auto-emploi dans le domaine de l’agriculture. Le lycée couvre une superficie d'environ 200 hectares.

## Histoire
Le lycée agricole Mèdji de Sékou a été créé en 1970. C'est un établissement public béninois sous la tutelle du ministère des Enseignements secondaire, technique et de la Formation professionnelle. Son objectif principal  est de former les jeunes béninois et étrangers aux métiers du secteur agricole afin de non seulement les mener à l'auto-emploi, mais également de fournir aux entreprises dans le domaine une main d'œuvre qualifiée,.

## Enseignement
Les apprenants du lycée sont formés pour l'obtention du diplôme d’études agricoles tropicales (DEAT) après trois années d'études. L'obtention de ce diplôme est conditionnée à la réussite d'un examen organisé par la direction des examens et d'un concours du ministère béninois de l’Enseignement secondaire, technique et de la Formation professionnelle,.